# Frölunda Torg
 (janvier 2015).
Si vous disposez d'ouvrages ou d'articles de référence ou si vous connaissez des sites web de qualité traitant du thème abordé ici, merci de compléter l'article en donnant les références utiles à sa vérifiabilité et en les liant à la section « Notes et références ».
Frölunda Torg est un centre commercial situé à Göteborg en Suède. C'est l'un des plus vastes que compte la Scandinavie, avec approximativement 200 boutiques et plus de dix millions de visiteurs en 2009. La surface totale du centre commercial est de 75 000 m² sur lesquels travaillent plus de 1 500 personnes. Le chiffre d'affaires global des boutiques excède 1,6 milliard de couronnes.

## Histoire
Frölunda Torg a été inauguré le 8 septembre 1966, comme étant alors le plus grand centre commercial d'Europe. Les travaux ont couté 80 millions de couronnes sur une durée de huit ans.
Une extension du mall fut entreprise en 1980, ajoutant au complexe 13 300 m², 14 boutiques et un restaurant. De nouvelles extensions continuèrent les années suivantes avec l'ouverture de nouvelles ailes en 1984 et 1995.
En 2007, la société Diligenta, propriétaire de Frölunda Torg, obtient un permis de rénovation et d'expansion. Les travaux débutent le 26 octobre 2007 et se terminent en 2010 pour une première livraison puis en 2011 pour une seconde, portant la surface totale à 75 000 m² et le nombre de boutiques à 200.

## Accès

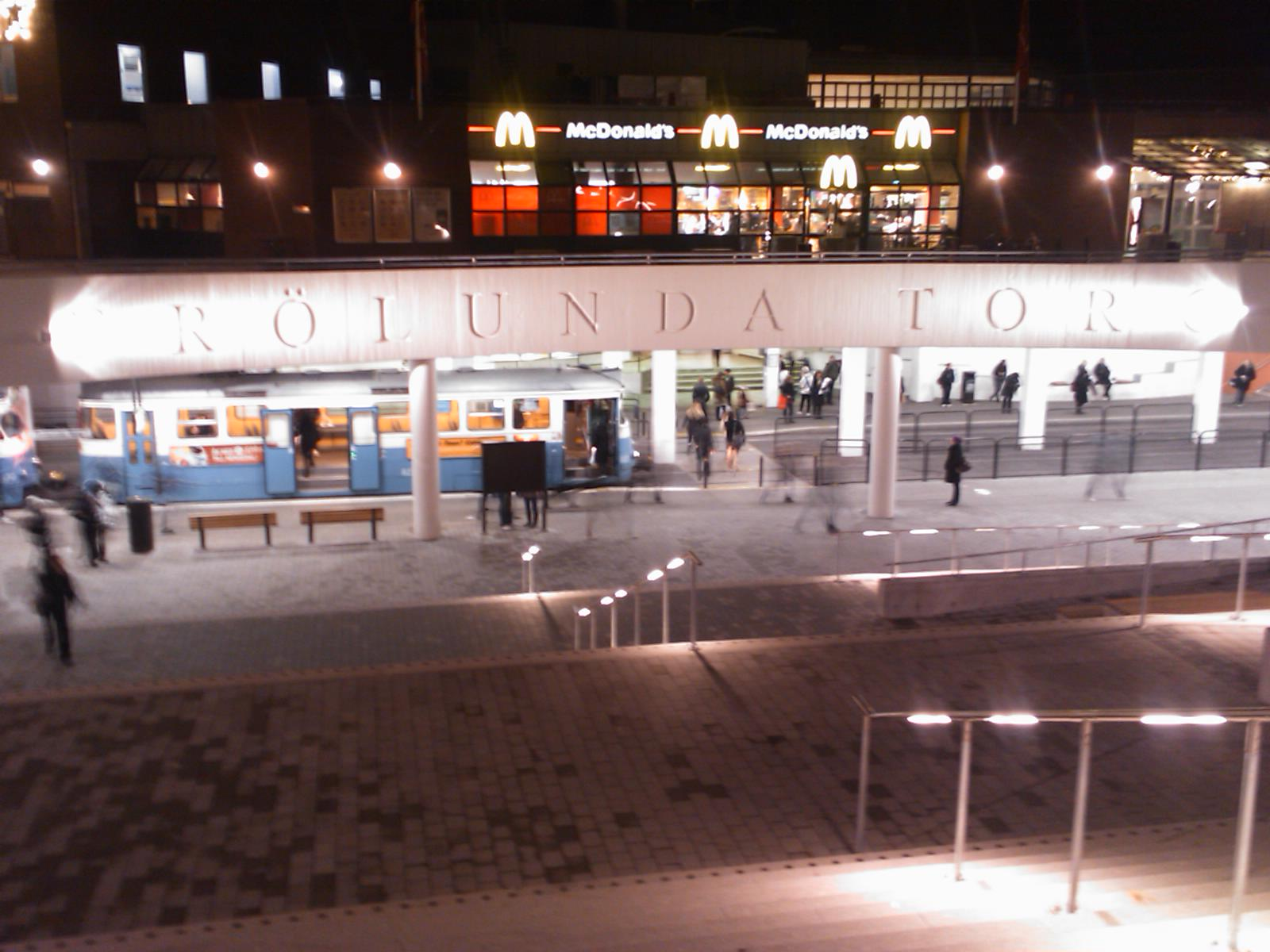
Nouvel arrêt de tram ouvert en 2008 devant le centre commercial.

Frölunda Torg est situé dans la partie sud-ouest de Göteborg, dans le quartier éponyme de Frölunda. Le centre commercial propose 3 000 places de parking réparties sur 3 espaces de stationnement et 2 niveaux. Un arrêt de bus et une station de tram (toutes les 3 minutes via lignes 1,7 et 8) permettent de relier le centre-ville de Göteborg en une vingtaine de minutes.